# しらいしりょうこ
しらいし りょうこシンガーソングライター。作曲時のペンネームは「白石玲子」。
これまでにシングル2枚、アルバム4枚をリリース。「真冬の向日葵」「プリュイ」「The kiss」ではシンガーソングライターの柴草玲から楽曲提供を受けている。
ゲームソフト「鉄拳２」「鉄拳タッグトーナメント2」のエンディング曲「Landscape Under The Ghost~KAMINANO~」ヴォーカル担当。

## 経歴
大学生のとき、アラニス・モリセットやCoccoのアルバムから影響を受けて、自分でも曲を作りたいと思うようになる。
大学卒業後、作詞作曲をはじめる。
2001年からライブ活動開始。
2003年からピアノ弾き語りを始め、全国でライブを展開。
2005年11月30日、ミニアルバム「Assembling」でインディーズデビュー。
2006年よりワンマンライブ「ポチラヂオ」を定期的に行う。同年6月、ベイエフエム「路上魂」6月度エンディングテーマに「だからキスをして」が起用される。同年10月6日、インディーズデビュー後初となるシングル「ライラックの花／Walking」を発売。
2008年12月3日、セカンドミニアルバム「彼のいない彼の部屋」を発売。
2012年11月７日、3rd アルバム「アンフィルム」を発売。
2015年11月25日、デビュー10周年アルバム「最愛」を発売。
2017年4月12日、こよなく愛するお相撲ソング「私の彼は左四つ/決まり手82/相撲の歴史」をシングルとして発売

## 注
1. ↑  「彼のいない彼の部屋」セルフライナーノーツ

## ディスコグラフィ

### 自主制作シングル
- しらいしりょうこ　(2002年6月リリース）
収録曲＝今だけは／すず／リプレイ
- Like a child eyes in a christmas night(2003年11月発売）
収録曲＝ハムレット ～つよくなりたい～／小夜子／真夜中のサイレン／Kiss the sky
- 水玉のワンピース(2004年9月リリース）
収録曲＝水玉のワンピース／千年の恋～夜更けのダンス～／すず　～piano version～／カメレオン

### シングル
- ライラックの花（2006年10月リリース、ライブ会場及びネット販売限定）
収録曲＝ライラックの花／walking／love you more
- 私の彼は左四つ（2017年4月リリース）  収録曲＝私の彼は左四つ/決まり手82/相撲の歴史）

### アルバム
- Assembling(2005年11月30日リリース）
収録曲＝だからキスをして／Probably／水玉のワンピース／黒い海／ざくろ
- 彼のいない彼の部屋(2008年12月3日リリース）
収録曲＝真冬の向日葵／はじまりのキス／ウォータープルーフ／scene5／trigger／ライラックの花／会いに
- アンフィルム（2012年11月7日リリース）  収録曲＝プリュイ/perfecy day/ピーチネクター/アンフィルム/Moonlight Message/pooka/Landscape Under The Ghost~KAMINANO~/took me away/彼は友達/Coming/笑まひ
- 最愛（2015年11月２５日リリース）  収録曲＝The kiss/final approach/angelica/because of you/幸〜sachi〜